# 圣尼古拉新城
圣尼古拉新城（法語：Villeneuve-Saint-Nicolas，法語發音：[vilnœv sɛ̃ nikɔla]）是法国厄尔-卢瓦省的一个旧市镇，位于该省中部偏东南，属于沙特尔区。2016年1月1日，圣尼古拉新城和相邻的另外3个市镇合并为新市镇莱维拉日沃韦安（Les Villages Vovéens）。

## 地理
圣尼古拉新城（48°17'17"N, 1°33'57"E）面积5.16 平方千米，位于法国中央-卢瓦尔河谷大区厄尔-卢瓦省，该省份为法国北部内陆省份，北起顺时针与厄尔省、伊夫林省、埃松省、卢瓦雷省、卢瓦-谢尔省、萨尔特省和奧恩省接壤。
与圣尼古拉新城接壤的市镇（或旧市镇、城区）包括：邦塞、蒙坦维尔、佩济、鲁夫赖圣弗洛朗坦、特维尔、沃夫、博维利耶、莱维拉日沃韦安。
圣尼古拉新城的时区为UTC+01:00、UTC+02:00（夏令时）。

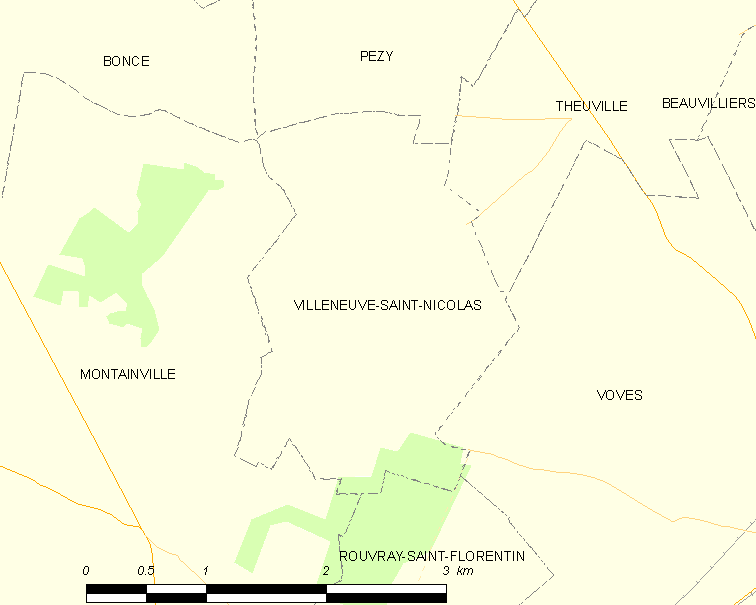
圣尼古拉新城的OSM定位图

## 行政
圣尼古拉新城的邮政编码为28150，INSEE市镇编码为28416。

## 政治
圣尼古拉新城所属的省级选区为莱维拉日沃韦安县。

## 人口

1962-2008年间圣尼古拉新城人口变化图示

圣尼古拉新城于2018年1月1日时的人口数量为138人。